# سیارک ۷۱۵۸
سیارک ۷۱۵۸ (به انگلیسی: 7158 IRTF، نامگذاری:1981ES8) هفت هزار و صد و پنجاه و هشتمین سیارک کشف شده‌است که در ۱ مارس ۱۹۸۱ کشف شد.
قدر مطلق سیارک برابر ۴۴.۶ است.